# بسمة الجبالي
بسمة الجبالي ولد في 8 ديسمبر 1975 في حومة السوق. هو هي سياسية تونسية تنتمي لحركة النهضة.

## السيرة الذاتية

### الدراسات
زاولت بسمة الجبالي تعليمها الابتدائي بمسقط رأسها حومة السوق بجزيرة جربة، وتحصلت على الباكالوريا في الآداب في 1995، لتنضم للمعهد الوطني للشغل والدراسات الاجتماعية (جامعة قرطاج) أين تحصلت على الإجازة في الدراسات الاجتماعية وأصبحت أستاذة في هذا المجال. 

كانت من المتخرجين من الدورة 33 لمعهد الدفاع الوطني في 2016.

### المسار السياسي
قبل الثورة التونسية، كانت بسمة الجبالي ناشطة في صفوف حركة النهضة منذ فترة دراستها، فمنعت من العمل في الوظيفة العمومية. 

بعد الثورة، شاركت في انتخابات المجلس الوطني التأسيسي عن الحركة في دائرة مدنين الانتخابية، وفازت بمقعد في المجلس الوطني التأسيسي. شاركت بعد ذلك في الانتخابات التشريعية التونسية 2014، وفازت بمقعد في مجلس نواب الشعب عن النهضة في نفس الدائرة. 

عينت في 14 نوفمبر 2018 في منصب كاتبة دولة لدى وزير الشؤون المحلية والبيئة في حكومة يوسف الشاهد. واستقالت من المجلس في 30 نوفمبر من نفس السنة، حسبما ينص عليه القانون في عدم الجمع بين المناصب الحكومية والتشريعية.

## الحياة الخاصة
بسمة الجبالي متزوجة وأم لبنت.